# Новый мировой порядок (политика)
Но́вый мирово́й поря́док (англ. New World Order, лат. Novus ordo mundi) — применяемое в политике обозначение для разнообразных явлений в настоящем и прогнозов на будущее мирового устройства. Общепринятого значения не имеет.
Словосочетание часто связывают с ошибочным переводом латинского девиза «Novus ordo seclorum» (правильный перевод: порядок нового века, новой эры, новой эпохи). Девиз «Novus ordo seclorum» с 1776 года содержит Большая печать США в основании изображения пирамиды. В свою очередь он восходит к знаменитой IV эклоге Вергилия: Magnus ab integro saeclorum nascitur ordo — «Сызнова ныне времен зачинается строй величавый». Ироническая трактовка словосочетания «Дивный новый мир» (англ. Brave New World) у Киплинга и Хаксли полемизирует с этими представлениями и носит уже антиутопический характер.

## Точки зрения

### Неоколониальная
Согласно неоколониальной трактовке, Новый мировой порядок — концепция мирового устройства, являющая собой отображение неоколониализма Запада и его сателлитов (в виде, например, Японии). Такая концепция нового мирового порядка тесно связана с идеей мондиализма, так как, согласно воззрениям сторонников этой теории, в качестве т. н. «мирового правительства», будут посажены представители конгломерата самых богатых стран мира. При этом страны богаты не потому, что богаты природными и прочими ресурсами, а потому, что смогли подчинить себе всю мировую экономическую систему (см. золотой миллиард, монетаризм). Таким образом, новый мировой порядок, с точки зрения неоколониальной трактовки — это непосредственное внедрение в мировую практику и в общественное сознание идей о том, что всё человеческое общество должно быть разделено на два класса — класс избранных и класс тех, кто обслуживает избранных. Оба класса должны состоять из не более чем одного миллиарда человек (большего ресурсы планеты не выдержат), а остальное человечество должно быть «пущено в расход», как полностью нерентабельное или не соответствующее стандартам нового мирового порядка.
Критики неоколониализма утверждают, что в последнее время[когда?] в жизнь входит радикальный мондиализм, а именно отрицание суверенитета народов над их территорией и ресурсами. Это повело к важному сдвигу в представлениях о праве. Те стороны, которые обладают экономической и военной силой для того, чтобы формулировать принципы нового мирового порядка, по сути объявили своё право владения и распоряжения ресурсами всего мира.

### Конспирологическая
С сочетанием НМП часто связываются также различные конспирологические представления о мировом господстве неких тайных обществ (жрецов Исиды, жрецов Сета, масонов, иллюминатов, госпитальеров, розенкрейцеров, тамплиеров, Орден восточных тамплиеров, Орден Розы и Креста, Argentum Astrum, Aurum Solis, Propaganda Due, Богемский клуб, Клуб адского пламени, Череп и кости, Зелёный Дракон, Золотая Заря, Серебряная Звезда, Аненербе, Общество Туле, Опус Деи, Иезуитов, Сионистов), а также различных организаций, входящих в Комитет 300 (Трёхсторонняя комиссия, Совет по международным отношениям, Бильдербергский клуб, Римский клуб, Тавистокский институт человеческих отношений и т. д.).